# أمين عنتر
أمين عنتر (10 يوليو 1925 - 27 أكتوبر 2007) هو ممثل مصري.

## حياته ونشأته
ولد بالقاهرة 10 يوليو 1925، توفي في 27 أكتوبر 2007

## مسيرته
تميز بالأدور الصغيرة في السينما والتليفزيون، من أبرز أفلامه «على باب الوزير، المدمن، بحر الاوهام، شباب اليوم، احترس عصابة نساء، البيه البواب، احنا اصحاب المطار، رجل مهم جدا، مهما طال الزمن، فرسان اخر زمن، الحب للحب، العملة النادرة، المجنونة والحب، السجينة 67، نساء ضد القانون»، وشارك في فوازير «الحلو ما يكملش» في التليفزيون، شارك في مسلسلات «رأفت الهجان، محمود المصري، بابا في تانية رابع، غدر وكبرياء، حكايات زوج معاصر، اين قلبى، أميرة في عابدين، رجل على الحافة، أوان الورد، نساء في الغربة، الرجل الآخر، أوقات خادعة، سنوات الشقاء والحب، شباب رايق جدا، القضاء في الإسلام، الفجالة، أحلام وردية، السيرة الهلالية، يوميات ونيس، ضد التيار، خالتى صفية والدير، حواء والتفاحة».

## أعمال

### أفلام
| - إحنا أصحاب المطار:2001 - رجل مهم جدا:1996-إبراهيم الفو - فرسان آخر زمن:1993 - الحب للحب:1993-سيد بيه - الحب المر:1992-الحاج منصور - العملة النادرة:1992-مدير المصنع - السجينة 67:1992 - المجنونة والحب:1992-والد احمد - جيل آخر زمن:1991-ابو رامي - نساء ضد القانون:1991 - حلاوة الروح:1990-مأمور السجن - الملك لله:1990 - الغني والفقير:1989-المعلم برعي | - العميل رقم 13:1989-شكري - أرباب سوابق:1988-المعلم صاحب مستودع الأنابيب - آسف للإزعاج:1988 - قبل الوصول لسن الانتحار:1987 - البيه البواب:1987-مريض القلب - أجراس الخطر:1986-عدلى - احترس عصابة النساء:1986 - بئر الاوهام:1986 - موت سميرة:1985-أمين - بحر الأوهام:1984 - الثعلب والعنب:1984-الاستاذ بلبع - العربجي:1983-أبو جبل تاجر أغذية - المدمن:1983 | - على باب الوزير:1982 - مرسي فوق مرسي تحت:1981 - حبيبي دائمًا:1980 - إعدام طالب ثانوي:1980 - الباطنية:1980-مكرم بيه - لقاء مع الماضي:1975 - البحث عن فضيحة:1973-إبراهيم - المتعة والعذاب:1971-موظف شيكوريل - بلا رحمة:1971 - الساعات الرهيبة:1970 - أنت إللي قتلت بابايا:1970-موظف استقبال الأوتيل - العتبة جزاز:1969 - شباب اليوم:1958 |

### مسلسلات
| - قصاقيص ورق:2005 - بابا في تانية رابع:2004 - تعالوا نكتب قصة:2004 - محمود المصري:2004 - المرسي والأرض:2004 - حكايات زوج معاصر:2003 - غدر وكبرياء:2003 - العمة نور:2003 - رجل على الحافة:2002 - طرح البشر:2002 - أين قلبي:2002 - أميرة في عابدين:2002 - قسمتي ونصيبي:2001-خال سوسن - الحب والاختيار:2000 - نساء في الغربة:2000 - الفجالة:2000 - أوان الورد:2000 - قط وفار فايف ستار:2000 - حلم العمر كله:1999 - الرجل الآخر:1999 - الليث بن سعد:1999 - أوقات خادعة:1999 - شباب رايق جدا:1998-صاحب البنزينة - القلب يخطيء أحيانا:1998 - أحلام وردية:1998 - سنوات الشقاء والحب:1998 - المسداوية:1998-درديري - ضد التيار:1997 - السيرة الهلالية(ج1):1997-من حكماء زحلان - سعد اليتيم:1997-تاجر من دمياط - الخط الساخن:1997 - الدوائر المغلقة:1997 - دمي ودموعي وإبتسامتي:1997 - أصل و خمس صور:1997 - عوضين وإمبراطورية عين:1997 - القضاء في الإسلام(ج7):1997 - عباسية واحد:1997-عزب - يوميات ونيس(ج4):1997 - أبناء دهشان:1997 - خالتي صفية والدير:1996-متري - الوتد:1996 | - أحلام فستق:1996 - بيت الجمالية:1996 - شقة الحرية:1996 - رسالة خطرة:1996 - حواء والتفاحة:1996 - نقوش من ذهب ونحاس:1996 - الزواج على طريقتي:1995 - على باب الوزير:1995-المحامي - الزيني بركات:1995-شيخ الفحامين - الشباب يعود يوما:1995 - ان فاتك الميري:1994 - سر الغائب:1994 - سته على اليمين:1994 - السقوط في بئر سبع:1994-بيترو - العائلة:1994 - كلام رجالة:1993 - أبرياء في المصيدة:1993 - ذئاب الجبل:1993-وزير الإسكان - يوميات فكري أباظة:1993 - المال والبنون(ج1):1992 - بوابة الحلواني(ج1):1992 - ماما نور:1992 - السوق:1992 - صراع الأجيال:1991 - الطاووس:1991-رزق والد هالة - اللعبة المجنونة:1991 - البريمو:1991 - العودة:1991 - احلام في الهوا:1990 - مغامرات زكي الناصح:1990 - مواقف ساخرة:1990 - الوسية:1990-عاطف البرقوقي - ليالي الحلمية(ج3):1990-رفعت - مطلوب عروسة:1990 - أم البنات:1990 - أبدًا لم يكن حبًا:1990-عبدالله كرامي - أولادي:1989 - رجال في المصيدة:1989 - ألف ليلة وليلة: الأشكيف وست الملاح:1989 - الرحلة:1989 | - رأفت الهجان(ج1):1988 - اللقاء الثاني:1988 - الزوجة أول من يعلم:1987 - ع الأصل دور:1987 - برج الأكابر:1987 - سنبل بعد المليون:1987-سامي - برديس:1985-إبراهيم شوكت - ألوان:1985 - محمد رسول الله(ج4):1984 - ألف ليلة وليلة:1984 - البركان:1984-مرقص - الطاحونة(ج1):1984 - أخو البنات:1984 - نهاية العالم ليست غدًا:1983 - الصياد والحب:1983 - النديم:1982 - زهرة البنفسج:1982 - الباقي من الزمن ساعة:1982 - داليا المصرية:1982 - عندما تحب المراه:1982 - ومشيت طريق الأخطار:1981 - أبواب المدينة(ج1، 2):1981، 1983-العمده - سباق الثعالب:1981 - دموع في عيون وقحة:1980 - أصيلة:1980 - الوليمة:1979 - الآنسة:1979 - الأيام:1979 - علياء والمدينة:1979 - المشربية:1978 - حكاية ميزو:1977 - اللسان المر:1976 - البوسطجي:1976 - على باب زويلة:1975 - العقاب:1975 - القضبان:1974 - الدوامة:1973 - العنكبوت:1973 - القاهرة والناس:1972 - عادات وتقاليد:1972 | - ابو السباع:1971 - النجمة:1971 - العصابة:1970 - سيداتي آنساتي:1970 - أشجان:1970 - الهروب:1969 - جراح عميقة:1969 - ألف ليلة وليلة:1969 - الرجل ذو الخمسة وجوه:1969 - بستان على الفرات:1969 - الفلاح:1968 - حلم نصف الليل:1967 - ظلال:1967 - زينة:1966 - الضحية:1964 - الإمام محمد عبده - شقة بدون سقف - خط عرض 43 - أمينة - حدود الله - أبرياء ولكن - سحابة من الماضي - العدل والتفاحة - شمس الخريف - في قافلة الزمان - حكم الزمن - وتبقى الأرض دائما - الطوفان - نحن لا نرى بعيون الآخرين - الصقر الذهبي - حسابي مع الأيام - رحلة هادئة - كان ياما كان - محامي كعب داير - كانوا في طفولتهم - كف القدر - في المرآة - لمن يهمه الأمر - رفقا ايها الابناء - لم يكن أبدا لها |

| \| - بريق الوهم:2004 - سلامات يا سلطان بيه:1999 - سلام يا دنيا:1998 - وجهي القمر:1996 - مهما طال الزمن:1995-جراح الكلى - كدبة واحدة:1992 - مش معقول: الثانوية العامة:1986 - مكان بين الناس:1986 - حلم ولا علم - النسيم العليل عليل \| - البريء والصورة - محاكمة في الزمن الضائع - شلة حرامية - الأيام الخضراء - زوجة الصياد - الزحام - نصف شقة - الستارة - الساعات الاخيرة - ابنتي والأيام \| - وجه الحب الآخر - لن أتزوج زميلي - سارق أفكاري - كان ولم يزل-راكب بالاوتوبيس - شقة وألف ساكن - ثلاجة بالتقسيط المريح - حكاية عمتي - همس الكناريا - تنوعت الأسباب - القاضي \| | - الحلو مايكملش:1997 - عمو فؤاد .. رئيس تحرير:1997 - حياتي:1988 - فندق النجوم الزرقاء:1985 - ألف ليلة وليلة: عروس البحور:1985 - أفواه وأرانب:1976 - مصطفى كامل - اثنين في القفص - لست شيطانا ولا ملاكا - مدرسة عمو فؤاد | |
| - بريق الوهم:2004 - سلامات يا سلطان بيه:1999 - سلام يا دنيا:1998 - وجهي القمر:1996 - مهما طال الزمن:1995-جراح الكلى - كدبة واحدة:1992 - مش معقول: الثانوية العامة:1986 - مكان بين الناس:1986 - حلم ولا علم - النسيم العليل عليل | - البريء والصورة - محاكمة في الزمن الضائع - شلة حرامية - الأيام الخضراء - زوجة الصياد - الزحام - نصف شقة - الستارة - الساعات الاخيرة - ابنتي والأيام                                                                    | - وجه الحب الآخر - لن أتزوج زميلي - سارق أفكاري - كان ولم يزل-راكب بالاوتوبيس - شقة وألف ساكن - ثلاجة بالتقسيط المريح - حكاية عمتي - همس الكناريا - تنوعت الأسباب - القاضي |